# Baie-Trinité
Baie-Trinité är en bykommun (municipalité de village) i provinsen Québec i Kanada. Den ligger i regionen Côte-Nord, i den östra delen av landet, 800 km nordost om huvudstaden Ottawa.